# Диптих
Диптих  или диптихон (грч. δίπτυχοξ двоструко пресавијено; код старих хришћана списак рођених, крштених и умрлих; слика у два дијела; на двије табле или платна; која се може склапати) надвоје сложено.

## Постанак и изглед диптиха
У Римском царству двије плочице од дрвета, слоноваче, метала и сл. тако спојене да се могу преклопити. Плочице су са унутрашње стране биле премазане слојем воска, на коме се писало стилом лат. stilus писаљка. Каткада су били диптиси украшени и са спољне стране, особито у касно царско доба и у Византијском царству. Диптих је првобитно служио као биљежница или подсјетник. Посебну су намјену имали (IV-VI в.) тзв. конзуларни диптиси лат. diptiycha consularia којима су новоименовани конзули јављали познаницима дан почетка своје службе. На овим диптисима су били редовно насликани и портрети конзула. У хришћанској литургији употребљавали су се тзв. литургијски диптиси, код којих је ликовна декорација била нека религиозна тема. Називом диптих означавају се и олтарске, слике, састављене од два крила. Тај се облик олтарске слике развио нарочито у Готици по узору на византијске резбарене диптихе XII и XIIIв. који су служили као иконе. Диптих је такође ознака и за дјела из других грана умјетности које су састављене од два идејно повезана дијела, нпр. два рељефа, двије пјесме итд.